# Amt Hartum
Das Amt Hartum war ein Amt im ostwestfälischen Kreis Minden in Nordrhein-Westfalen, das von 1843 bis 1972 bestand. Durch das Bielefeld-Gesetz wurde das Amt zum 31. Dezember 1972 aufgelöst, Rechtsnachfolgerin ist die Gemeinde Hille im zeitgleich gebildeten Kreis Minden-Lübbecke.

## Vorgeschichte
Von den Orten des späteren Amtes Hartum gehörte Eickhorst bis zur Franzosenzeit zum Amt Hausberge des Fürstentums Minden, während die übrigen Orte ursprünglich zum Amt Petershagen des Fürstentums gehörten. Von 1807 bis 1810 gehörte das gesamte Gebiet zum napoleonischen Satellitenstaat Königreich Westphalen. Während dieser Zeit bestand der Kanton Hille, der neben Hille auch noch Eickhorst, Holzhausen, Nordhemmern, Südhemmern, Eilhausen, Frotheim, Gehlenbeck, Isenstedt sowie Nettelstedt umfasste und im Jahr 1808 7.011 Einwohner hatte. Hahlen und Hartum gehörten während dieser Zeit zum Kanton Petershagen des Königreichs Westphalen.
Bei der Annexion großer Teile Norddeutschlands durch Napoleon Bonaparte fiel von 1811 bis 1813 das gesamte Gebiet des späteren Amtes Hartum an das Kaiserreich Frankreich und gehörte dort zum Arrondissement Minden im französischen Departement der Oberen Ems. Gemäß der in Frankreich üblichen Verwaltungsstruktur wurden nun Mairien (Bürgermeistereien) eingerichtet:
- Die Mairie Hartum mit den Orten Hartum, Hahlen, Holzhausen und Nordhemmern
- Die Mairie Hille mit den Orten Hille, Südhemmern und Eickhorst

Nach der napoleonischen Niederlage fiel ganz Minden-Ravensberg 1813 zurück an Preußen. Bei der Kreiseinteilung der neuen Provinz Westfalen im Jahr 1816 kamen alle Orte des späteren Amtes Hartum zum neuen Kreis Minden. Die Verwaltungsgliederung des neuen Kreises Minden basierte im Wesentlichen auf den in der Franzosenzeit eingerichteten Verwaltungseinheiten. Die vereinigten Mairien Hartum und Hille bildeten nun den Verwaltungsbezirk Hartum im Kreis Minden. Zur Unterscheidung von der gleichnamigen Gemeinde im Amt Hausberge des Kreises hieß die Gemeinde Holzhausen seitdem Holzhausen II.

## Amt Hartum

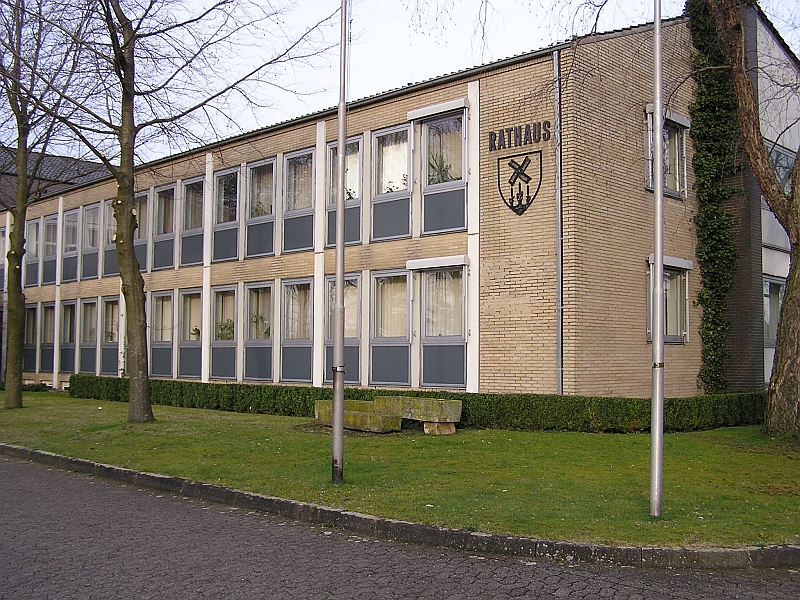
Das frühere Amtshaus des Amtes Hartum, jetzt Rathaus der Gemeinde Hille

Bei der Einführung der westfälischen Landgemeinde-Ordnung von 1841 wurde 1843 im Kreis Minden aus dem Verwaltungsbezirk Hartum das Amt Hartum gebildet. Das Amt Hartum umfasste die folgenden sieben Gemeinden:
- Eickhorst
- Hahlen
- Hartum
- Hille
- Holzhausen II
- Nordhemmern
- Südhemmern

Im Rahmen der nordrhein-westfälischen Gebietsreform wurde das Amt Hartum zum 1. Januar 1973 durch das Bielefeld-Gesetz aufgelöst:
- Hahlen wurde Teil der Stadt Minden.
- Eickhorst, Hartum, Hille, Holzhausen II, Nordhemmern und Südhemmern wurden Teil der neuen Gemeinde Hille.

Minden und Hille wurden Teil des neuen Kreises Minden-Lübbecke.

## Einwohnerentwicklung
| Jahr | Einwohner | Quelle |
| ---- | --------- | ------ |
| 1818 | 06.658    | [ 7 ]  |
| 1843 | 08.136    | [ 7 ]  |
| 1864 | 08.193    | [ 8 ]  |
| 1871 | 07.660    | [ 7 ]  |
| 1885 | 07.834    | [ 9 ]  |
| 1910 | 10.019    | [ 10 ] |
| 1925 | 10.541    | [ 11 ] |
| 1939 | 10.810    | [ 11 ] |
| 1950 | 14.539    | [ 12 ] |
| 1961 | 13.739    | [ 12 ] |
| 1970 | 14.069    | [ 12 ] |